# Sphaerostichum acrostichoides
Sphaerostichum acrostichoides là một loài dương xỉ trong họ Polypodiaceae. Loài này được C. Presl mô tả khoa học đầu tiên..
Danh pháp khoa học của loài này chưa được làm sáng tỏ. 